# Yuichi Hosoda
Yuichi Hosoda (Japans: 細田 雄一, Hosoda Yuichi) (Miyoshi, 6 december 1984) is een triatleet uit Japan. Hij nam deel aan de Olympische Spelen (2012) in Londen, waar hij eindigde op de 43ste plaats in de eindrangschikking met een tijd van 1:51.40. Hij is tweevoudig winnaar van de triatlon bij de Aziatische Spelen: 2010 en 2014. In 2014 behaalde Hosoda de wereldtitel op het onderdeel aquatlon (zwemmen en hardlopen).

## Palmares

### triatlon
- 2005: 51e WK olympische afstand in Gamagōri - 1:56.01
- 2013: 77e WK olympische afstand - 319 p
- 2015: 60e WK olympische afstand - 694 p

1998: Shane Reed ·
1999: Shane Reed ·
2000: Matty Reed ·
2001: Iván Raña ·
2002: Kris Gemmell ·
2003: Richard Stannard ·
2004: Shane Reed ·
2005: Tim Don ·
2006: Richard Stannard ·
2007: Sergio Sarmiento ·
2008: Brent Foster ·
2009: Antonio Mansur ·
2010: Richard Varga ·
2011: Richard Stannard ·
2012: Richard Varga ·
2013: Richard Varga ·
2014: Yuichi Hosoda ·
2015: Richard Varga ·
2016:  ·
2017:  ·
2018: Emmanuel Lejeune